# Geografia dell'Alberta

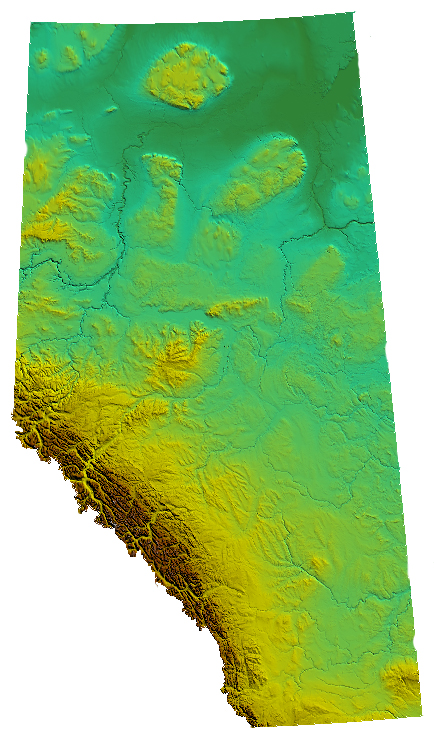
Alberta, cartina fisica

L'Alberta è una delle province del Canada Occidentale. Si estende su una superficie di 661.190 km². È delimitata a sud dalla linea di confine degli Stati Uniti lungo il 49º parallelo, verso Est confina con la provincia del Saskatchewan lungo il 110º meridiano. A Ovest sono le vette delle Montagne Rocciose Canadesi a delimitare il confine con la Columbia Britannica, lungo lo spartiacque continentale delle Americhe fino a raggiungere il 120º meridiano che viene seguito poi verso Nord fino ad intersecarsi al 60º parallelo che segna il confine con i Territori del Nord-Ovest.

## Suolo
L'Alberta è una provincia fertile, e la parte meridionale e occidentale è costituita da ampie pianure, quasi totalmente prive di foreste. Foreste che si iniziano ad incontrare non appena ci si sposta verso le pendici delle Montagne Rocciose Canadesi situate nell'Ovest, o ci si sposta verso i territori settentrionali. Il Sud è asciutto, ma il suolo è comunque fertile ed è supportato da un'agricoltura di tipo irriguo. L'area più fertile è comunque quella situata nella parte centro meridionale della provincia, in cui le precipitazioni sono più favorevoli per lo sfruttamento agricolo.
Nel sottosuolo dell'Alberta sono presenti anche grandi riserve di petrolio, soprattutto nel Athabasca Tar Sands, nel Nord.
L'aspetto della prateria meridionali è quello di un territorio ondulato, con scarse pendenze e in gran parte ricoperto di erba, sostegno delle grandi mandrie di bovini da carne. Di norma qui gli inverni sono freddi, ma alle volte il clima è parzialmente mitigato dal vento caldo da ovest, noto come il nome di Chinook.

## Morfologia
Le Montagne Rocciose Canadesi hanno una pendenza solitamente graduale nel versante dell'Alberta, ma spesso ripida su quello della Columbia Britannica. Sono montagne talvolta maestose, che si ergono con frequenza sopra i 3.000 metri d'altezza, visibili con discrete condizioni climatiche anche ad oltre cento chilometri di distanza guardando l'orizzonte dalle pianure della provincia.
Tra le più importanti ci sono:
1. Monte Columbia – 3.747 m (12.294 ft)
2. North Twin Peak – 3.684 m (12.087 ft)
3. Monte Alberta – 3.619 m (11.874 ft)
4. Monte Forbes – 3.612 m (11.851 ft)
5. Monte Temple – 3.543 m (11.624 ft)
6. Monte Brazeau – 3.525 m (11.562 ft)
7. Snow Dome – 3.520 m (11.546 ft)
8. Lyell – 3.504 m (11.493 ft)
9. Monte Kitchener – 3.505 m (11.500 ft)
10. Monte Hungabee – 3.492 m (11.457 ft)

Storicamente l'attraversamento delle montagne rocciose è stato molto difficile, e divennero molto importanti i passi alpini, tra cui il Crowsnest Pass, il Kicking Horse Pass e il Yellowhead Pass.

Le Caribou Mountains, situate nel Nord dell'Alberta, non fanno parte delle Montagne Rocciose Canadesi, ma costituiscono un elevato altopiano pianeggiante. Possono arrivare ad un'altitudine di 1030 m, quasi 700 m al di sopra della zona circostante.
Pur non essendo considerate montagne, le Cypress Hills, al confine meridionale tra l'Alberta e il Saskatchewan, rappresentano il punto più elevato sulle migliaia di chilometri che separano le Montagne Rocciose canadesi e le coste del Labrador. Raggiungono un massimo di 1468 m altezza sul livello del mare, 600 m al di sopra della prateria circostante.

## Idrografia
La maggior parte delle acque che solcano l'Alberta si raccolgono in quattro grossi fiumi. Il fiume Peace e il fiume Athabasca prendono una direzione verso Nord e rientrano nel bacino di drenaggio dell'Oceano Artico, mentre i fiumi North Saskatchewan e South Saskatchewan si dirigono verso Est, cioè verso il Lago Winnipeg, nel bacino di drenaggio della Baia di Hudson.
Vi sono poi fiumi minori, come il Beaver che diventa immissario del fiume Churcill, oppure il fiume Milk che si dirige verso i bacini fluviali del Sud, verso gli Stati Uniti prima, il Golfo del Messico poi.

## Clima
La grande estensione dell'Alberta (1200 km tra nord e sud) fortemente caratterizzano il clima provinciale, ulteriormente influenzato dalle diverse altitudini sopra il mare. Dividendo la provincia in tre parti uguali ogni 400 km possiamo però ricavare tre zone climatiche sufficientemente omogenee: (A) il Sud, (B) il Centro e (C) il Nord.
| Clima                    | Zona                        | Altezza sul livello del mare | Temperatura media invernale |
| ------------------------ | --------------------------- | ---------------------------- | --------------------------- |
| (A) Moderato e variabile | Medicine Hat, lat. 50° N.   | 651 m                        | 14.3 °F -9.8 °C             |
| (A) Moderato e variabile | Calgary, lat. 51°           | 1049 m                       | 15.4 °F -9.2 °C             |
| (A) Moderato e variabile | Banff, lat. 51.5°           | 1355 m                       | 15.9 °F -8.9 °C             |
| (B) Stabile              | Edmonton, lat. 53.5°        | 663 m                        | 10.3 °F -12.1 °C            |
| (C) Rigoroso             | Fort Chipewyan, lat. 59° N. | 180 m                        | 7.2 °F -13.8 °C             |

- Clima (A): clima semiarido, di tipo continentale tipico delle praterie.[2]
- Clima (B): clima continentale, più rigido rispetto ad (A).
- Clima (C): Clima subartico